# ゼブロイド
ゼブロイド（zebroid）は、シマウマと他のウマ科動物との交雑種。zebra muleやzebruleなどとも呼ぶ。一般的にシマウマが父方の系統となる。ロバの雄とシマウマの雌の間に生まれた個体のことをzebra hinnyと呼ぶことがあるが、生まれるのは稀である。
ゼブロイドは19世紀に繁殖され、チャールズ・ダーウィンの著作中にもシマウマ雑種についての記述がある。

## ゼブロイドの種類
ゼブロイドはシマウマと他のウマ科動物との交雑種の総称であり、交配相手の違いにより別個の名称で呼ばれる。これらの呼称は確定されたものではない。なおシマウマの種の違いについては考慮されない。
- 雄シマウマ+雌ウマ：ゾース、zebra mule、zebrule、黄金シマウマ
- 雄シマウマ+雌ポニー：zony
- 雄シマウマ+雌シェトランドポニー：zetland
- 雄シマウマ+雌ロバ：zedonk、zeedonk、zonkey、zenkey、zebronkey、zebadonk、ジンキー
- 雄シマウマ+その他のウマ科の雌：zebrass
- 雌シマウマ+雄ロバ：zebra hinny、zebrinny

## 特徴
ゼブロイドの体型はシマウマではない側の親の体型に似るものの、シマウマのような縞模様を有する。ただしその縞模様は体躯全体を覆うのではなく、脚に限定して現出するか、脚から体や首にかけて現出するなど一定でない。シマウマと交配するウマに芦毛・アパルーサ・ペイントなどの模様があれば、生まれるゼブロイドに遺伝するものの、白くない部分にのみシマウマ特有の縞模様が現出する。また鹿毛や栗毛のウマとシマウマを掛け合わせると、鹿毛+黒縞模様や栗毛+黒縞模様となり、表面上はクアッガに似た模様となる。
雄シマウマと雌ロバのゼブロイドは一般的に、脚のほか、たてがみと腹部に縞模様がみられる。
ゼブロイドはシマウマよりも乗馬などの実用に適しているものの、通常の純血種のウマよりも神経質であり、扱いづらい性格だとされる。

## ゼブロイドのいる主な動物園
- 那須サファリパーク - 雄シマウマと雌ロバとの間に生まれた「ナッキー」と、雄ロバと雌シマウマの間に生まれた「ハイソックス」が飼育される。
- 東北サファリパーク

## ギャラリー

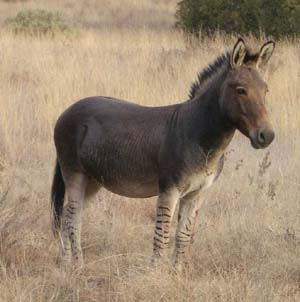
シマウマとロバの交雑個体
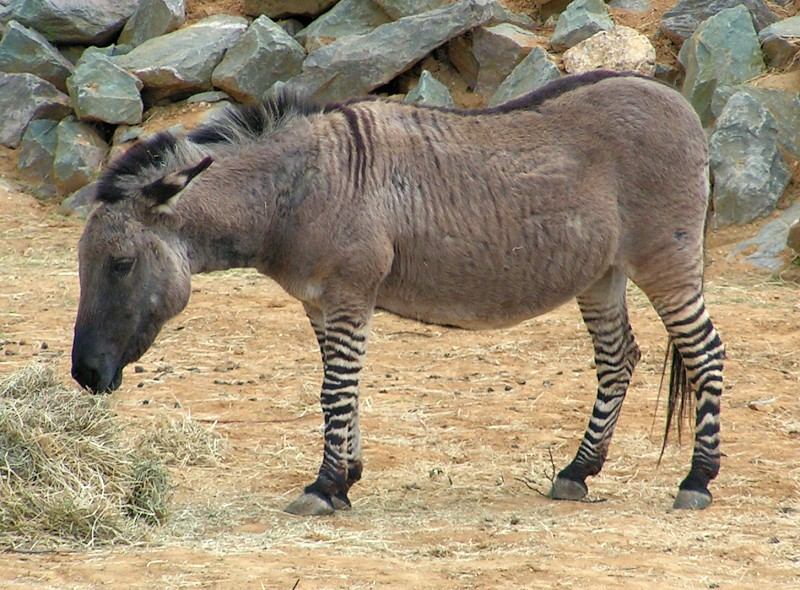
シマウマとロバの交雑個体
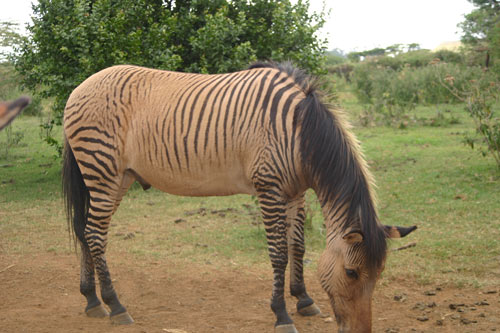
グレービーシマウマとウマの交雑個体
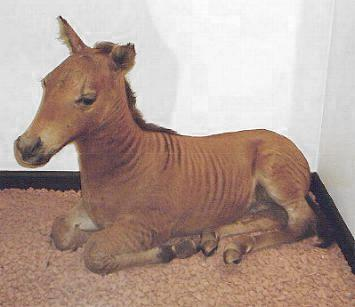
シマウマとウマの交雑個体